# Pierre Monatte
Pierre Monatte, né le 15 janvier 1881 à Monlet et mort le 27 juin 1960 à Vanves, est un correcteur d'imprimerie et militant français. Figure majeure du syndicalisme, il est l'un des responsables de la CGT au début du XXe siècle. Se référant à Fernand Pelloutier, il ne cache pas ses sympathies anarchistes, mais s'éloigne de ce courant après le Congrès anarchiste international d'Amsterdam (1907). Il est considéré comme l'une des grandes figures du syndicalisme révolutionnaire en France.
Le 5 octobre 1909, il est le principal fondateur de la revue La Vie Ouvrière puis, en 1925, de La Révolution prolétarienne.

## Biographie

### Jeunesse
Pierre Monatte est le fils d'André Monatte, maréchal-ferrant, et de Marie Cécile Estac.
Marqué par l'affaire Dreyfus, Pierre Monatte se politise dans sa jeunesse en lisant Émile Zola et Victor Hugo. Du 10 mai 1899 à sa démission en 1902, il est surveillant dans divers collèges du Nord : Dunkerque, Abbeville, Le Quesnoy, Arras et Condé-sur-l'Escaut où il rencontre Charles Delzant. Il devient ensuite employé de librairie, puis correcteur de presse.
Dans les années 1901-1904, Monatte est très influencé par Charles Guieysse et par l'équipe de la revue Pages libres de ce dernier.
En janvier 1905, à l'enterrement de Louise Michel, Benoît Broutchoux, qui s'attend à être incarcéré, demande à Pierre Monatte de venir le remplacer à Lens pour animer L'Action syndicale.
Dès 1904, il est proche de Charles Delzant qui publie La Voix des verriers, journal national dont la rédaction est située à l'hôtel du syndicat des verriers à Aniche.

### Arrestation en 1906
Après la catastrophe de Courrières (1906) et la grève faisant tache d'huile, atteignant la capitale, L'Écho de Paris, affolé, titre « Vers la Révolution ». C'est dans ce contexte qu'à l'approche du 1er mai 1906, Clemenceau avertit Victor Griffuelhes, secrétaire général de la CGT, qu'il sera tenu responsable pour tout débordement et fait arrêter préventivement plusieurs militants d'extrême-gauche, « laissant entendre la préparation d'un complot ». Il fait aussi venir 45 000 soldats à Paris pour que la « fête du Travail », sous haute surveillance policière, se déroule dans le respect de l'ordre et de la propriété. 

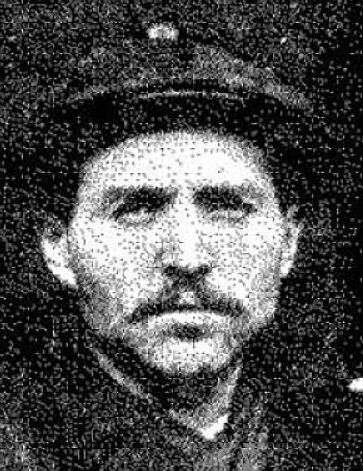
Benoît Broutchoux.

Comme il s'y attendait, Benoît Broutchoux est arrêté. Pierre Monatte, qui est d'abord l'objet de perquisitions, est également arrêté et incarcéré à Béthune. Libéré le 31 mai, Pierre Monatte dénonce un complot dans Les Temps nouveaux du 16 juin 1906 :

« Les perquisitions faites à mes domiciles ou chez des camarades, car mon dossier est bourré d’une volumineuse paperasserie, formée des procès-verbaux d’une trentaine de perquisitions faites à Lens, à Denain, à Fresnes, à Paris, à Montceau, etc.
Les documents importants saisis chez moi consistaient : pour mon domicile de Paris, dans une photographie de soldats antimilitaristes que l’habile M. Hamard n’eut sans doute pas grand’peine à découvrir, étant donné qu’elle était sur ma cheminée parmi d’autres photographies ; en outre, une lettre du mois de novembre dernier, de Dubéros, le secrétaire de l’Union des syndicats de la Seine, qu’il serait aisé de retrouver au copie de lettres de l’Union des syndicats, où Dubéros me disait ceci : « Ton syndicat a donné ton nom pour la liste des orateurs qui pourront aller dans les réunions de syndicats afin de donner le dernier coup de main à l’agitation en faveur des huit heures. Indique-moi les soirs de la semaine où tu es à peu près certain d’être libre, afin qu’on n’ait pas besoin de t’avertir plus de 24 heures à l’avance ».
Cette lettre constitue le document fameux, le document important. Il est question d’agitation dans cette lettre, et c’est sur cette pièce terrible que M. Boudry juge d’instruction de Béthune, daigna s’arrêter un long temps : « Mais ce n’est pas de la propagande normale que vous deviez faire. Le mot agitation est écrit. Qu’entendiez-vous par faire de l’agitation ? ».
Et voilà pour Paris. « À Lens, on avait pris sur ma table de travail un reçu de 165 francs (si je me souviens bien) sous enveloppe, accompagné d’une lettre, prêt à être expédié. C’était le reçu d’une somme versée par le syndicat des verriers de Fresnes-sur-Escaut (Charles Delzant) pour les familles des victimes de la catastrophe de Courrières. » »

À l'Assemblée nationale le 19 juin 1906 Jean Jaurès s'oppose durement à Clemenceau et à Ferdinand Sarrien. Selon Ferdinand Sarrien, président du Conseil, « Les inculpés ont été arrêtés en vertu d’un mandat régulier du juge d’instruction de Béthune, à la suite de la découverte chez M. Pierre Monatte, délégué de la Confédération générale du travail, de documents qui pouvaient faire croire que cette organisation avait collaboré aux troubles fomentés dans le Pas-de-Calais ».

### Exil et activité militante

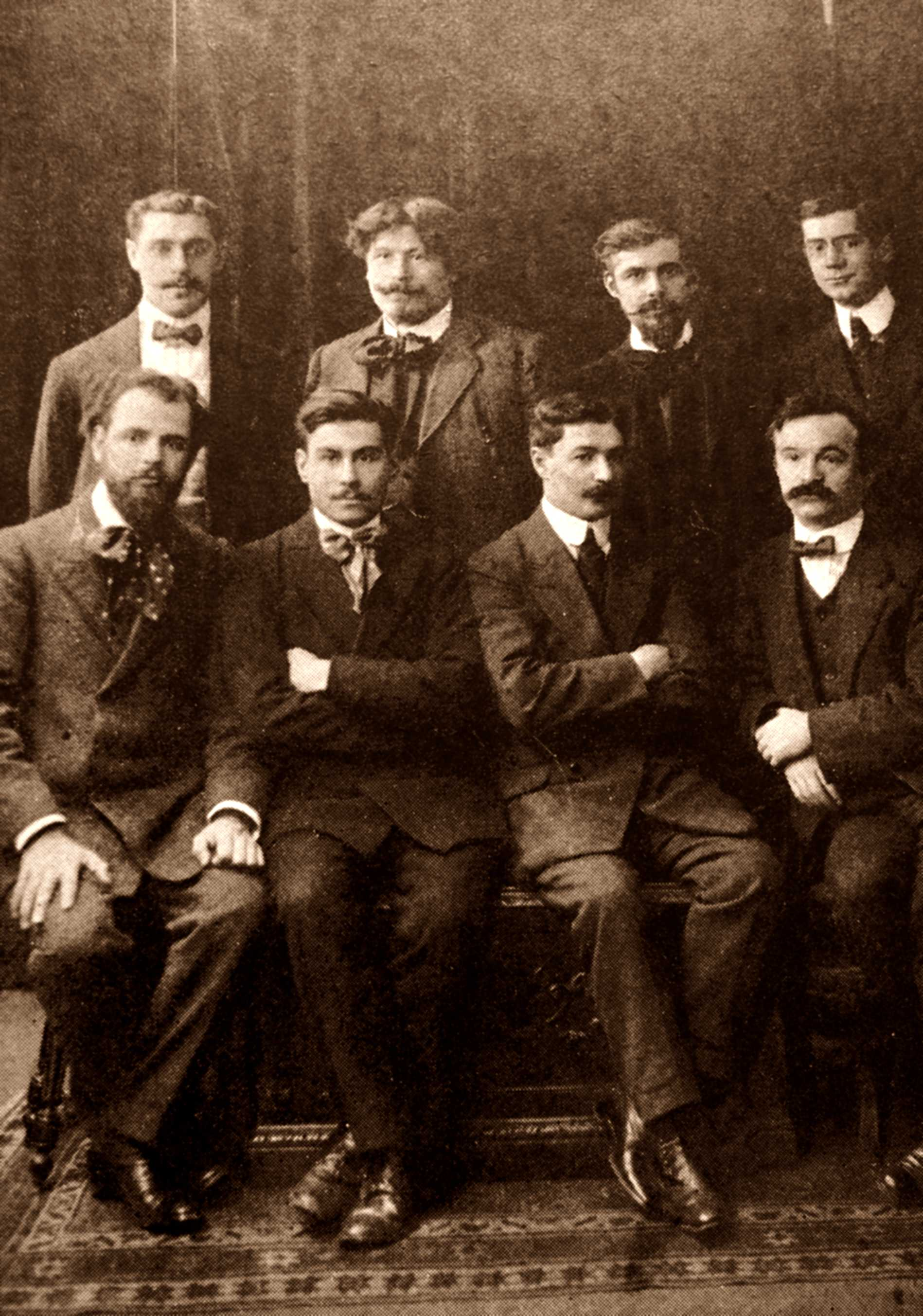
L'équipe rédactionnelle du journal La Bataille syndicaliste en 1911. En bas à gauche, Amédée Dunois et à droite, Pierre Monatte.

À la suite de la grève de Draveil-Villeneuve-Saint-Georges en 1908 où plusieurs grévistes sont tués pendant les manifestations, le « Premier flic de France » fait arrêter 31 dirigeants de la CGT après la manifestation du 30 juillet, dont notamment le secrétaire général Victor Griffuelhes, le rédacteur en chef de La Voix du peuple Émile Pouget, le secrétaire de la Fédération des Bourses du travail Georges Yvetot, le secrétaire de la Fédération des cuirs et peaux Henri Dret qui est amputé d'un bras. Pierre Monatte, responsable du Syndicat général du livre et de la communication écrite CGT, s'exile en Suisse.
Pierre Monatte se marie, le 20 juillet 1909 dans le 5e arrondissement de Paris, avec Léontine Catherine Valette (1881-1970).
Léon Trotski, par l’intermédiaire de Julius Martov, approche Pierre Monatte afin de créer une union avec le monde des syndicats. Comme Trotski, Monatte est opposé à l'union sacrée. Il démissionne en décembre 1914 des instances confédérales. Par la suite, envoyé comme soldat dans les tranchées, il parvient cependant à soutenir l'action contre la guerre.

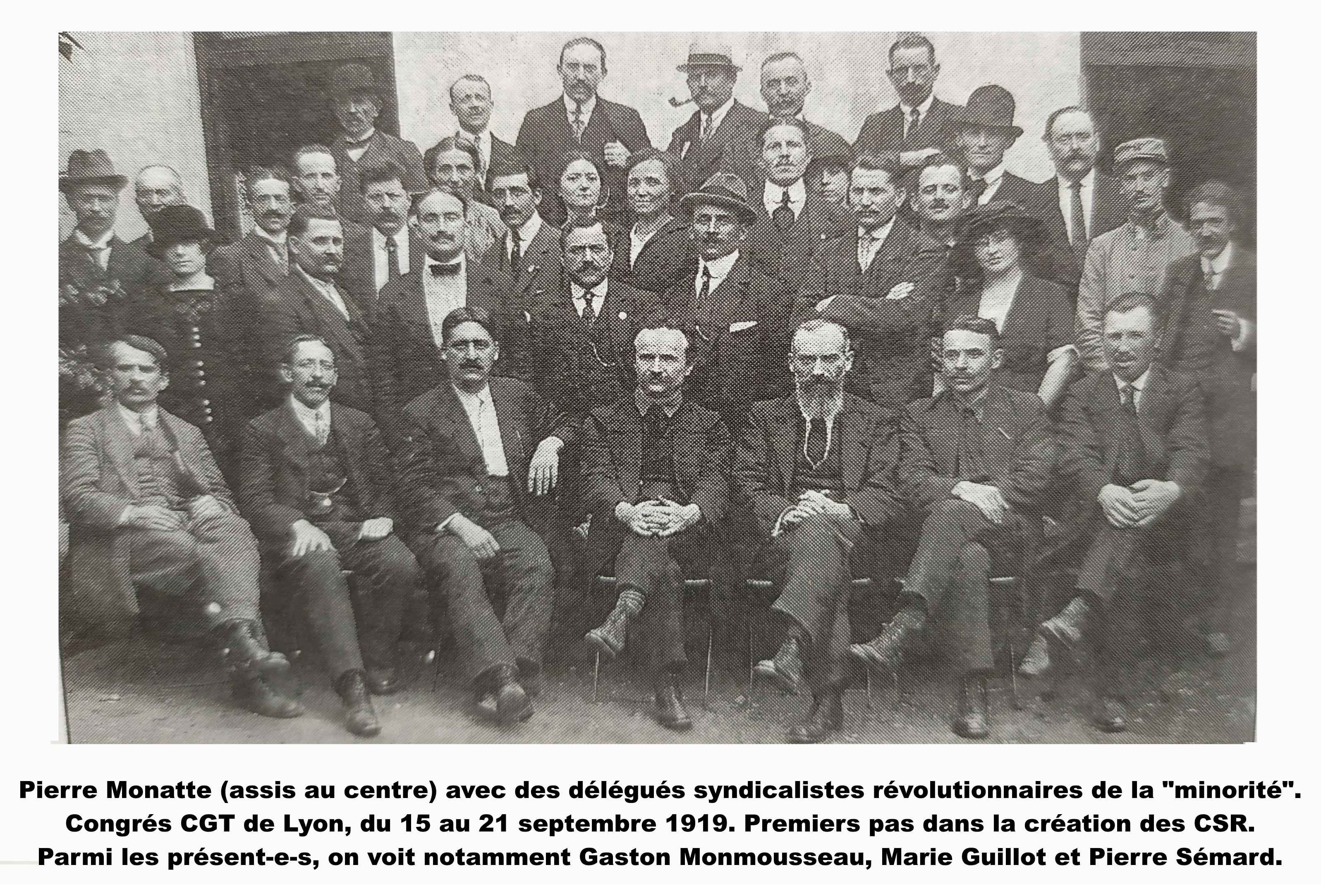
Pierre Monatte (assis au centre) avec les délégués de la minorité syndicaliste révolutionnaire au congrès de la CGT de Lyon, septembre 1919.

Leader de l'opposition interne, il crée en avril 1919 les Comités syndicalistes révolutionnaires au sein de la CGT. Il est arrêté en lien avec la grève des cheminots de 1920 et incarcéré quelque temps.
Il rejoint le PCF en 1923, où il est proche de Boris Souvarine et Alfred Rosmer. Comme ces derniers, il est exclu fin 1924 au cours d'une purge de la « gauche » du parti. Il fonde en janvier 1925 la revue La Révolution prolétarienne, qui garde une certaine audience morale chez les syndicalistes et militants de gauche entre les deux guerres.

## Pseudonyme
Il publie parfois sous le nom de Pierre Lémont, anagramme de Monlet, sa ville de naissance,.

## Œuvres
- Syndicalisme révolutionnaire et communisme – Les archives de Pierre Monatte, présentées par Jean Maitron et Colette Chambelland, préface d'Ernest Labrousse, Paris, François Maspero, Bibliothèque Socialiste no 12, 1968, 464 pages.
- La lutte syndicale, présentation de Colette Chambelland, Paris, François Maspero, Bibliothèque Socialiste no 32, 1976, 320 pages.
- Lettres d'un syndicaliste sous l'uniforme, 1915-1918, Lettres choisies et annotées par Julien Chuzeville, Toulouse, Éditions Smolny, 2018, 112 pages (Cf. « notice », sur le site de l'éditeur).